# Gy-l'Évêque
Gy-l'Évêque è un comune francese di 486 abitanti situato nel dipartimento della Yonne nella regione della Borgogna-Franca Contea.

## Società

### Evoluzione demografica
Abitanti censiti